# USS Roi (CVE-103)
Авіаносець «Рой» (англ. USS Roi (CVE-103)) — ескортний авіаносець США часів Другої світової війни, типу «Касабланка»

## Історія створення
Авіаносець «Рой» був закладений 22 березня 1944 року на верфі Kaiser Shipyards у Ванкувері під ім'ям Alava Вау. 26 квітня 1944 року перейменований на «Рой». Спущений на воду 2 червня 1944 року. Вступив у стрій 6 липня 1944 року.

## Історія служби
Після вступу в стрій авіаносець здійснював перевезення літаків для потреб з'єднання TF-38.
Після закінчення бойових дій корабель перевозив американських солдатів та моряків на батьківщину (операція «Magic Carpet»).
21 травня 1946 року авіаносець був виключений зі списків флоту та наступного року пущений на злам.